# Stenocarpus sinuatus
Stenocarpus sinuatus, conocido como el árbol rueda de fuego (firewheel tree) es un árbol de los bosques subtropicales de Australia en la familia de las proteáceas. 

## Descripción
Es un árbol de talla mediana a grande, de hasta 40 metros de alto 75 cm de diámetro en el tronco. La corteza es café grisácea, es irregular y no es lisa. El tronco cilíndrico tiene la base rebordeada.
Las hojas son alternadas pero de forma variable. Son simples o pinnatífidas, los márgenes son ondulados. Miden de 12 a 20 cm de largo. La nervadura de la hoja se ve claramente tanto en el haz como el envés. Las hojas fácilmente identificables por sus características como parte de la familia de las proteáceas. 
Las flores ornamentales son rojas brillosas en umbelas, en una formación circular.  Por lo tanto de ahí viene el nombre de Firewheel Tree (Árbol rueda de fuego). Las flores se forman entre febrero y marzo. El fruto es un folículo, en forma de barco, de 5 a 10 cm de largo. Adentro hay muchas semillas de 12 mm de largo. El fruto madura de enero a julio.
La germinación desde la semilla fresca ocurre rápidamente. Los esquejes también pegan bien.

## Distribución y hábitat
El rango de su distribución natural es en varios tipos de bosques lluviosos desde el Río Nambucca (30° S) en Nueva Gales del Sur hasta la Meseta Atherton (17° S) en el trópico de Queensland. Sin embargo, Stenocarpus sinuatus es ampliamente plantado como ornamental en otras partes de Australia y en diferentes partes del mundo.
Otros nombres communes en Australia incluyen "palo de res blanco" (white beefwood), Queensland Firewheel Tree, "flor de tulipán" (Tulip Flower), "roble blanco" (white oak) y "roble blanco sedoso" (white silky oak).

## Usos
Se usa popularmente como árbol ornamental.

## Taxonomía
Stenocarpus sinuatus fue descrita por (A.Cunn.) Endl. y publicado en Genera Plantarum Suppl. 4(2): 88. 1848.
Sinonimia
- Agnostus sinuatus A.Cunn.[2]